# Pöide (plaats)
Pöide (Duits: Peude) is een plaats in de Estlandse gemeente Saaremaa, provincie Saaremaa. De plaats heeft de status van dorp (Estisch: küla) en telt 28 inwoners (2021).
Tot in oktober 2017 behoorde Pöide tot de gemeente Pöide. In die maand werd Pöide bij de fusiegemeente Saaremaa gevoegd.

## Geschiedenis
Pöide werd voor het eerst genoemd in 1290 als burcht van de Lijflandse Orde. De burcht werd in 1343 tijdens de Opstand van de Sint-Jorisnacht vernield. Alleen een paar restanten van de muren zijn nog over. Nog in de 13e eeuw werd begonnen met de bouw van een kerk.
De kerk, in romaanse stijl, is voltooid in de 14e eeuw, voor een deel op de fundamenten van de burcht. Ze is gewijd aan de maagd Maria. Het is de grootste eenbeukige kerk in West-Estland. De parochie van de kerk besloeg de hele zuidoosthoek van het eiland Saaremaa. In 1940 werd de kerk, toen in gebruik als opslagplaats van het Rode Leger, door de bliksem getroffen. Bij de brand die dat veroorzaakte verloor de kerk haar spits. De kerk is sindsdien wel gerestaureerd, maar de spits is niet teruggekomen.
Van een nederzetting in de omgeving van de kerk was pas sprake in 1920. In 1940 verkreeg ze de status van dorp.
Tussen 1977 en 1997 maakten de buurdorpen Puka en Levala deel uit van Pöide.

## Foto's

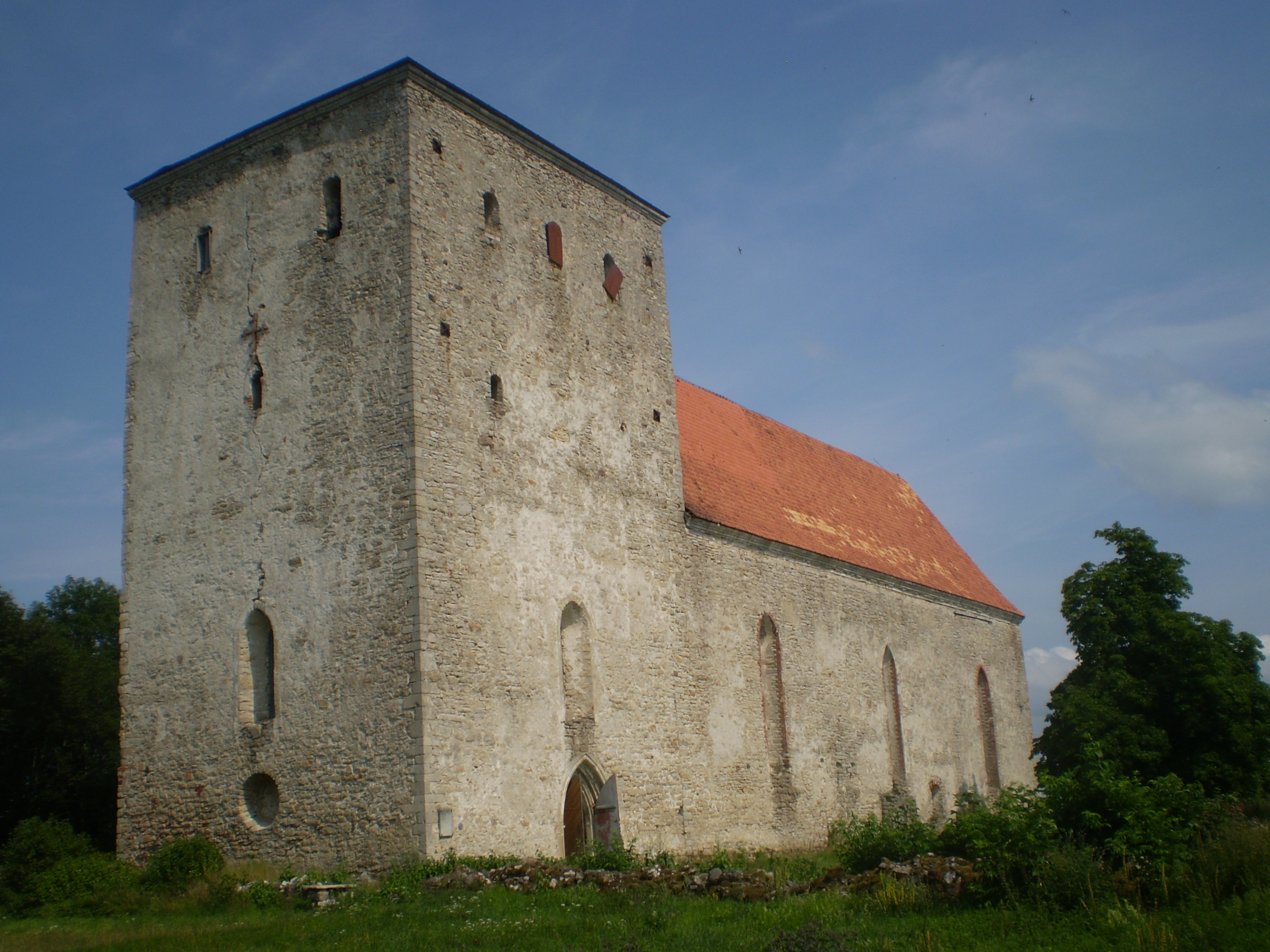
De kerk van Pöide
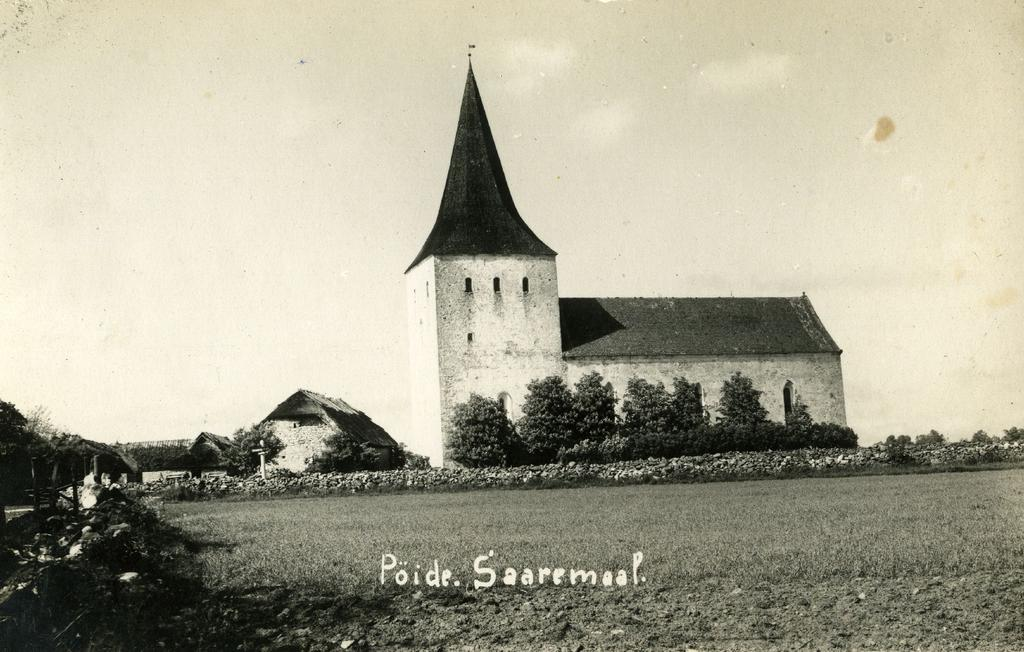
Historische foto van de kerk, ca. 1940, nog met spits
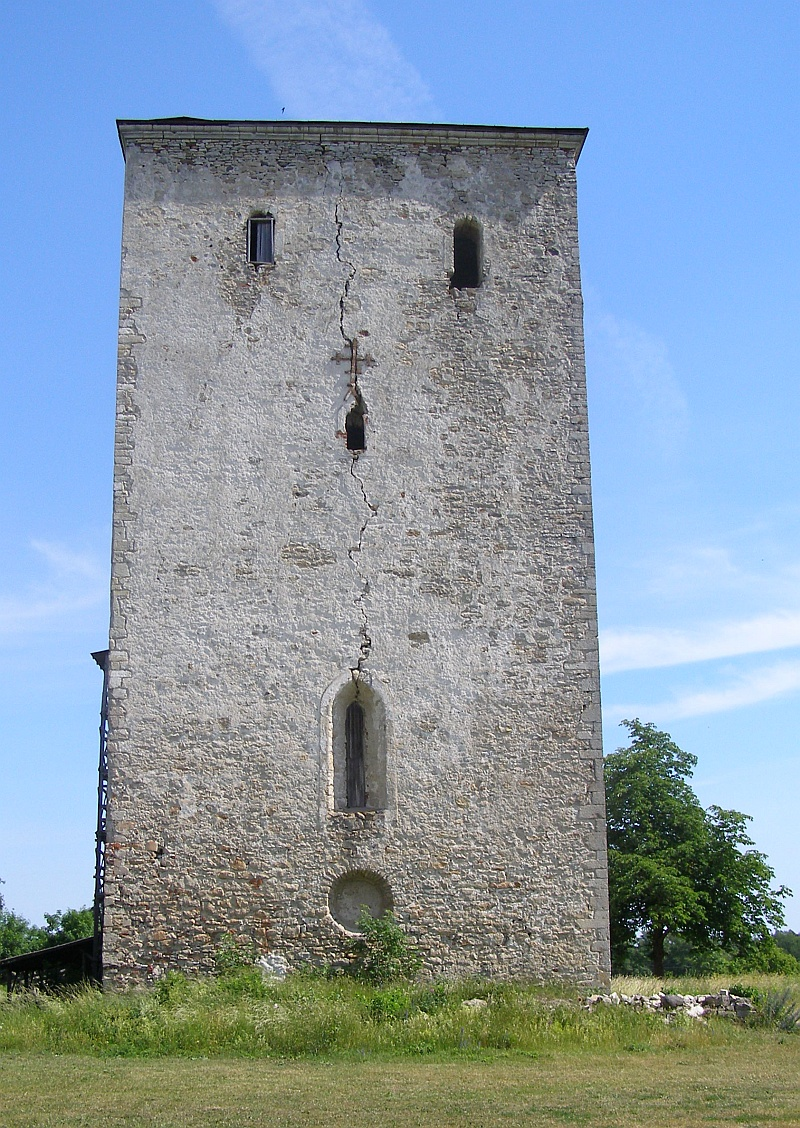
Vooraanzicht van de toren. De barst is veroorzaakt door de blikseminslag van 1940
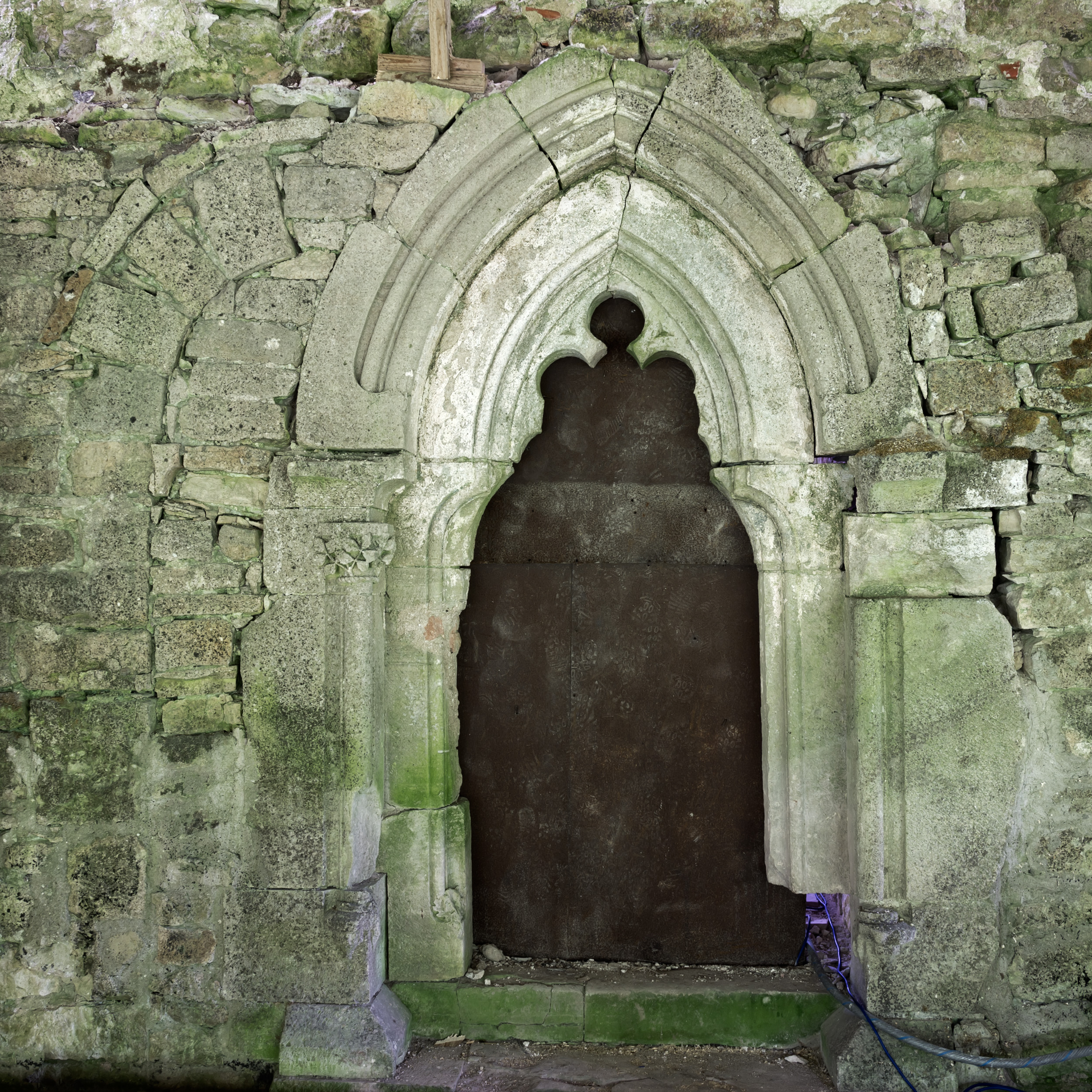
Toegangsportaal
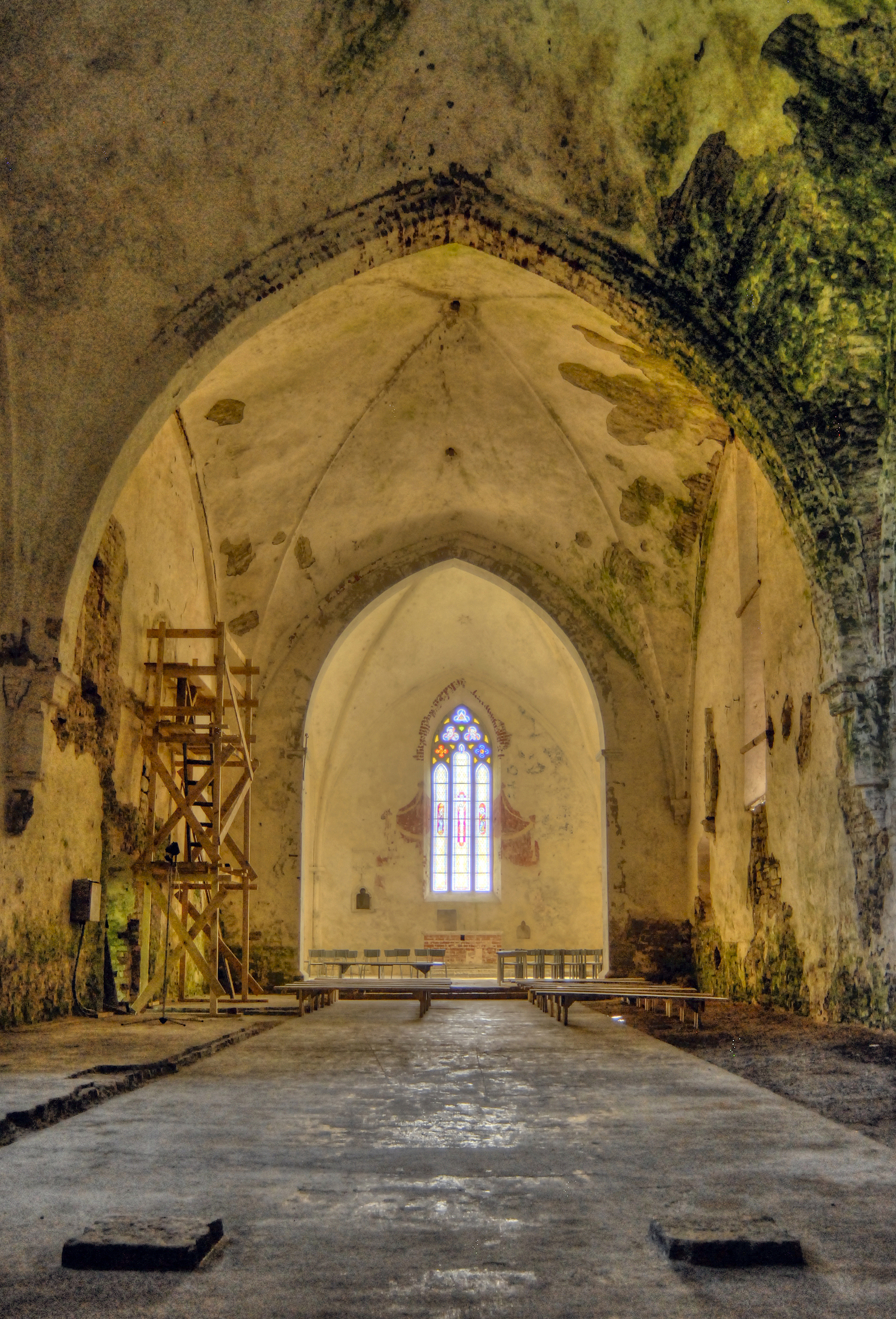
Interieur van de kerk tijdens een restauratie in 2013
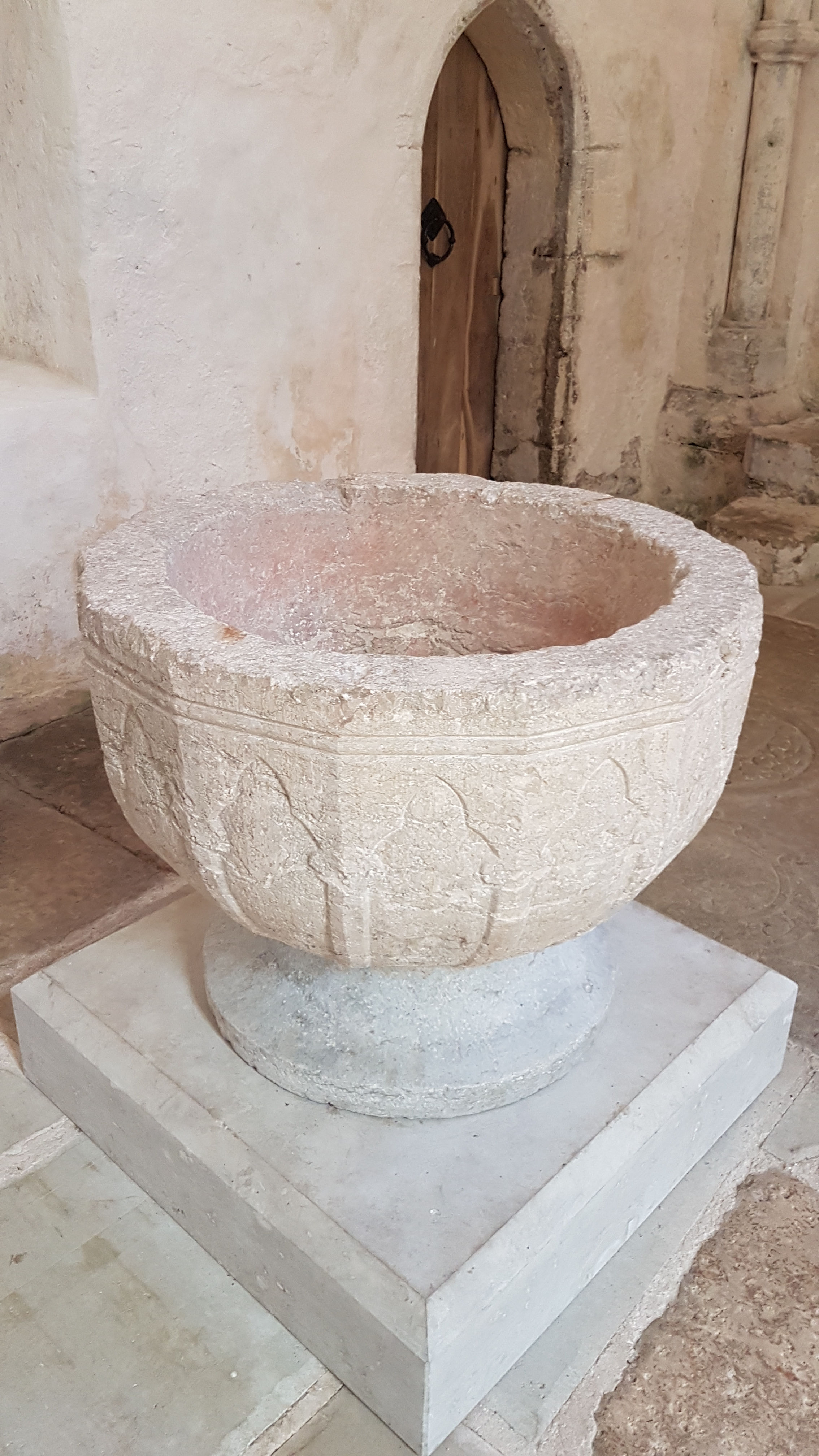
Doopvont (foto: Robert Reisman)
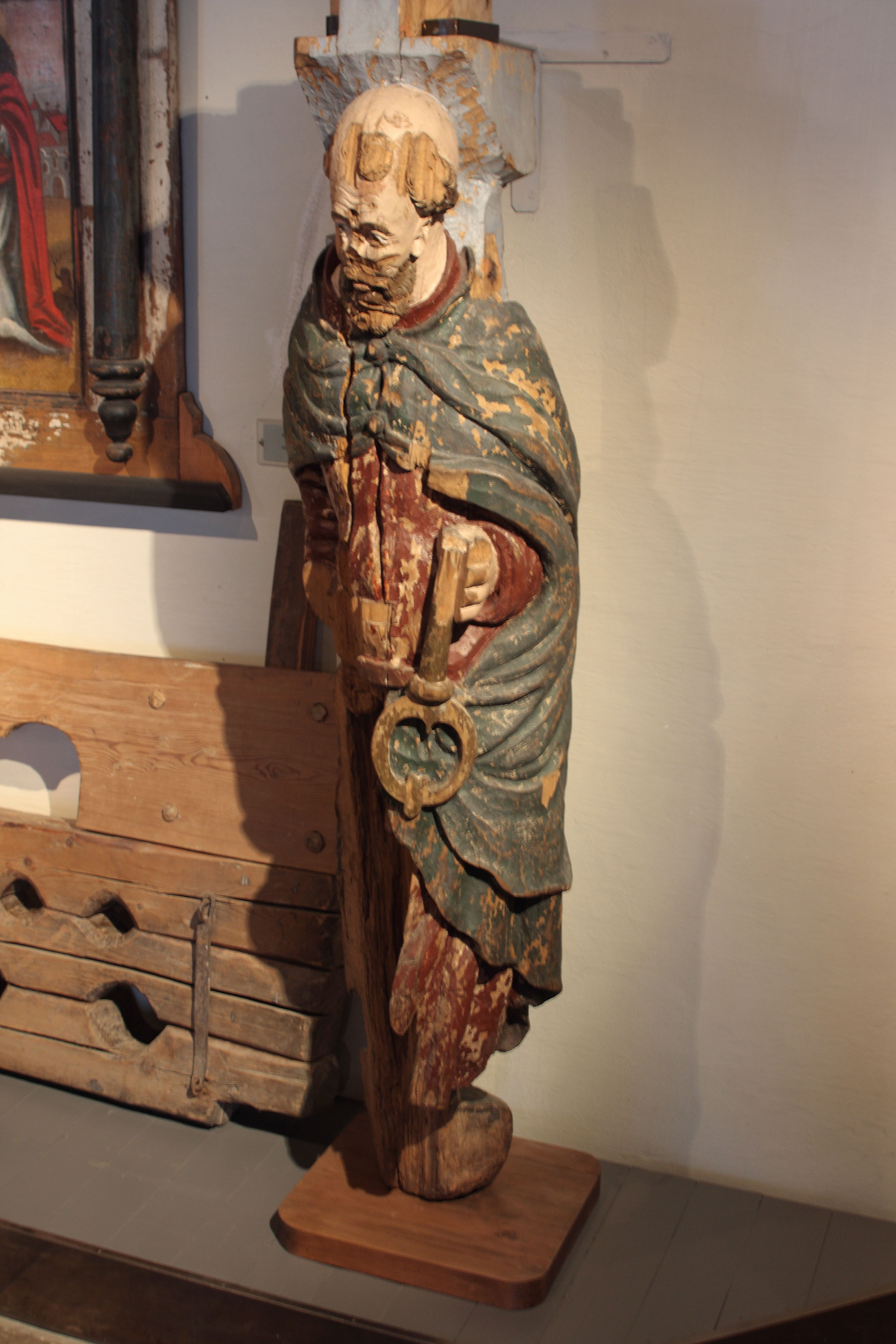
Beeld van de apostel Petrus
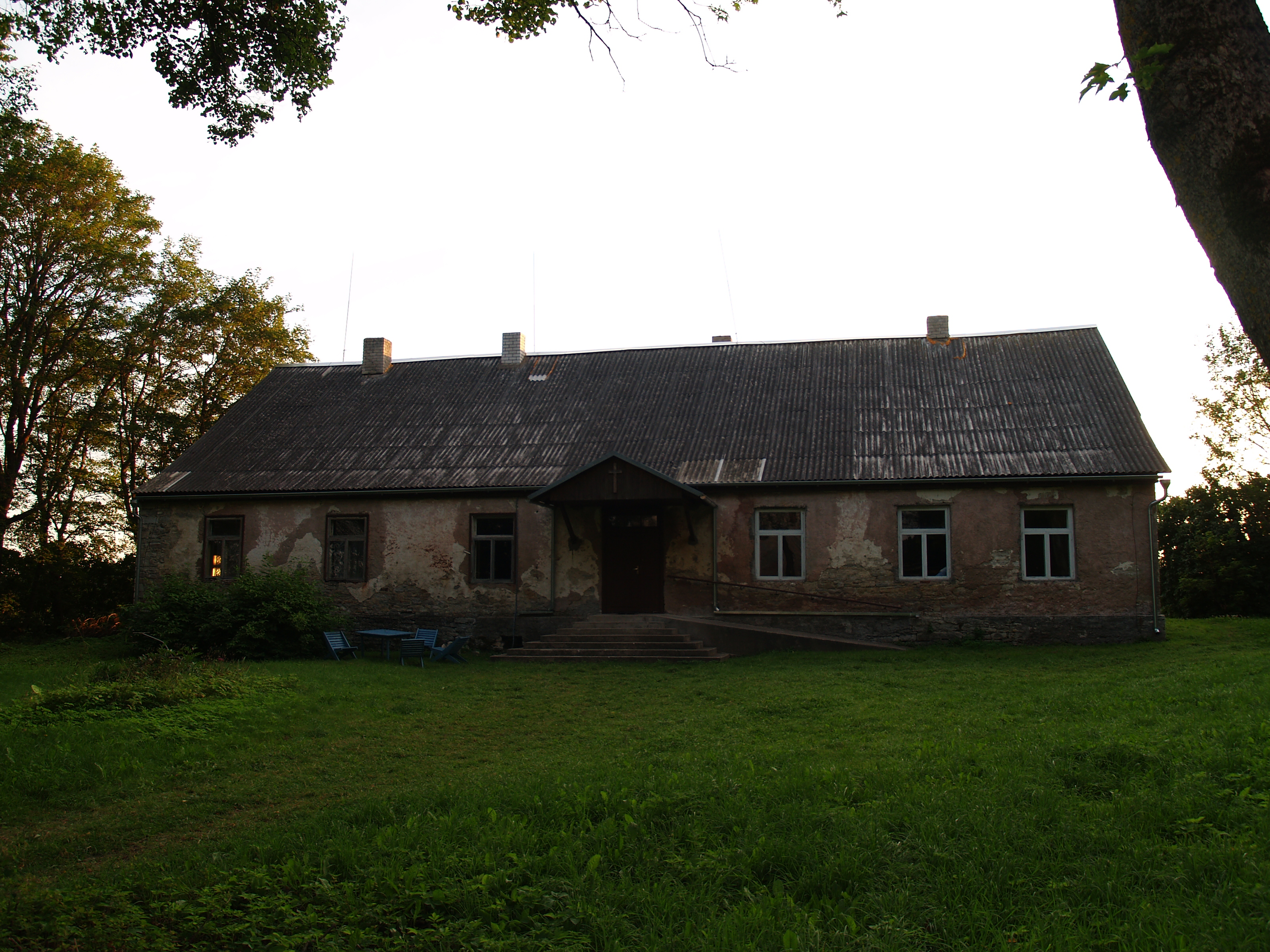
De pastorie